# توماس س. ريفيس
توماس س. ريفيس (بالإنجليزية: Thomas C. Reeves)‏ هو مؤرخ أمريكي، ولد في 1936.